# حريملاء الحصاة
حريملاء الحصاة، هي قرية من فئة (ب) تقع في محافظة الرين، والتابعة لمنطقة الرياض في السعودية. وتبعد حريملاء الحصاة عن محافظة الرين بمسافة تقارب () كم.